# Diaspora juive
La diaspora juive ((he) Tefutzah, « dispersé » ou Galout, « Exil ») est la dispersion du peuple juif à travers le monde.

## Histoire

### Diaspora pré-romaine
Après le renversement en 587 av. J.-C. du royaume de Juda, et la déportation d'un nombre considérable d'habitants vers les vallées de l'Euphrate, le peuple juif se concentrait en deux points : Babylone et la Terre d'Israël.
Bien qu'une majorité du peuple juif, spécialement les plus riches, se trouvât à Babylone, son existence y fut difficile sous les règnes des Achéménides, des Séleucides, des Parthes, des néo-Perses et des Sassanides. Les plus pauvres ainsi que les plus fervents parmi les exilés sont retournés en Terre d'Israël pendant le règne d'Achéménès. Avec la reconstruction du Temple de Jérusalem, ils s'organisent en une communauté animée par des personnalités religieuses attachées à la Torah et à la prise de conscience de l'identité juive.
Après de nombreux aléas, spécialement les problèmes au sein de la dynastie des Séleucides d'une part, et le soutien intéressé des Romains d'autre part, la cause de l'indépendance triompha finalement. Sous le règne des Hasmonéens, l'État juif atteint une certaine dimension et annexe quelques territoires. Cependant, les discordes au sein de la famille royale et la désaffection accrue des pieux envers les dirigeants, ont fait de l'État juif une proie facile pour l'Empire romain. En 63 av. J.-C., Pompée envahit Jérusalem et Gabinius assujettit les Juifs au tribut.

#### Populations de la première diaspora
Durant le IIe siècle av. J.-C., les auteurs du troisième livre de l’Oracula Sibyllina s'adressent au « peuple élu » en disant : « Chaque pays et chaque mer également en sont remplis ».
La prise de Jérusalem par Pompée en 63 av. J.-C. entraîne l'envoi en esclavage de nombreux prisonniers à Rome. C'est l'élément fondateur de la diaspora en Occident. Des témoins divers comme Strabon, Philon d'Alexandrie, Sénèque et Flavius Josèphe (Yosef ben Matthias), qui écrivent entre 37 av. J.-C. et 100, témoignent du fait que les Juifs étaient déjà disséminés dans le monde connu.
Le roi Hérode Agrippa Ier, dans une lettre à Caligula, énumère parmi les provinces de la diaspora juive presque tous les pays grecs et non grecs de l’Orient ; et cette énumération est loin d'être complète car l'Italie et Cyrène n'y sont pas mentionnées. Des découvertes épigraphiques augmentent d'année en année le nombre de communautés juives connues. Il n'y a que peu d'informations à propos du nombre précis de ces communautés juives, et elles doivent être employées avec précaution. Après la Terre d'Israël et Babylone, c'est en Syrie que, selon Yosef Ben Matthias, la population juive était la plus dense ; particulièrement à Antioche et ensuite à Damas, où à l'époque de la grande insurrection[Quand ?], 10 000 à 18 000 Juifs furent massacrés[réf. souhaitée]. Philon d'Alexandrie avance le chiffre d'un million de Juifs habitant en Égypte, soit un huitième de la population. Alexandrie y était de loin la plus importante communauté, où les Juifs étaient installés dans deux des cinq quartiers de la ville. À Rome, au commencement du règne d'Auguste, on comptait plus de 8 000 Juifs. Les montants confisqués par le propréteur Flaccus en 62, représentant les impôts, font croire qu'au moins 45 000 hommes, ou un total d'au moins 180 000 Juifs vivaient en Asie Mineure. D'après le nombre de personnes massacrées en 115, le nombre d'habitants juifs de Cyrénaïque, de Chypre et de Mésopotamie devait aussi être important.

### Deuxième diaspora

#### La destruction de la Judée

Synagogues de la diaspora attestées aux deux premiers siècles.

La domination romaine continue jusqu'à la révolte qui dure de 66 à 70 et se conclut par la prise de Jérusalem et la destruction du Temple, le centre de la vie nationale et religieuse des Juifs du monde entier. Après cette catastrophe, la Judée devient une des provinces de l'Empire romain, gouvernée par un légat propréteur (ensuite de rang consulaire) et qui était aussi le commandant des armées romaines occupant le pays. Malgré la destruction de Jérusalem, décrite par Flavius Josèphe dans son ouvrage, la Guerre des Juifs, les Juifs se révoltent à nouveau vainement sous Trajan puis pendant le règne d'Hadrien en 133, sous la direction de Bar Kokhba.
L'indépendance durera de 133 à 135. Depuis cette période, en dépit de quelques mouvements sans importance sous Marc Aurèle et sous Septime Sévère, les Juifs de Palestine, réduits en nombre, destitués et défaits, perdirent leur prépondérance. Jérusalem est devenue ensuite sous le nom de Ælia Capitolina, une colonie romaine entièrement païenne dont l'accès était interdit aux Juifs sous peine de mort.

#### La dispersion des Juifs
La guerre menée en Judée par Titus en 70 joue un rôle important lors de la dispersion du peuple juif à travers le monde. Mais l'événement capital pour le judaïsme est la destruction du Temple qui transfère de facto l'autorité religieuse des grands-prêtres du Temple aux rabbins.
Certains Juifs sont vendus comme esclaves et déplacés, d'autres rejoignirent les diasporas existantes, pendant que d'autres commencèrent à travailler sur le Talmud. Ces derniers sont alors généralement acceptés au sein de l'empire romain, mais avec la montée du Christianisme, de nouvelles restrictions apparaissent.
Durant le Moyen Âge, les Juifs se répartissent en groupes distincts. On les divise communément aujourd'hui en deux grands groupes : les Ashkénazes du nord et de l'est de l'Europe et les Séfarades de la péninsule Ibérique et du bassin méditerranéen. Ces deux groupes partagent une série d'histoires parallèles de persécutions et d'expulsions. De nombreux Juifs rejoignent la terre d'Israël au XXe siècle.

## Communautés juives de la diaspora
Les Juifs ont habité de nombreux territoires à travers l'Ancien puis le Nouveau Monde, et existent depuis le Ier millénaire avant l'ère commune. Des cultures juives extrêmement diversifiées ont donc existé, s'exprimant dans de nombreuses langues.
Souvent très autonomes, ces groupes ont cependant correspondu entre eux, permettant le maintien d'une identité juive relativement stable. Le rituel séfarade s'est ainsi répandu à partir d'Espagne à travers tout le bassin méditerranéen, tandis que les Juifs de Cochin (Inde) faisaient traditionnellement venir leurs livres saints du Yémen.
Les communautés vraiment isolées, comme les juifs de Chine, les Bene Israël de Bombay (Inde) ou les Beta Israel d'Éthiopie ont fini par s'assimiler totalement (juifs de Chine), assez largement (Bene Israël), ou par développer des formes religieuses très particulières (Beta Israel).
Sans être exhaustif, on peut cependant citer de grands ensembles culturels, autonomes mais plus ou moins interconnectés.

### Les communautés juives hellénisées
Celles-ci sont apparues avec l'expansion de la culture hellénistique à travers le Moyen-Orient à la suite des conquêtes d'Alexandre le Grand. Elles étaient particulièrement nombreuses à Alexandrie et Eléphantine en Égypte, ainsi qu'en Grèce ou en Anatolie. La civilisation hellène avait également pénétré la terre d'Israël (cf. Livres des Macchabées), entraînant parfois des relations conflictuelles avec les Juifs non hellénisés.
Leur influence sur la naissance du christianisme primitif est importante. Elles lui ont donné leur version de la Bible, la Septante (différente de la Bible hébraïque actuelle), laquelle servira de base à la Bible catholique. Leur théologie, mariant tradition juive et philosophie grecque, a également influencé les premiers théologiens chrétiens.
Après la disparition des Juifs hellénisés (convertis au christianisme ou réabsorbés par le judaïsme orthodoxe), des Juifs de culture grecque ont cependant continué à exister jusqu'au XXe siècle, à travers les Romaniotes du sud des Balkans, ayant adopté le rituel séfarade.
En effet, la Grèce, principalement Rhodes et la Thessalonique fut le berceau d'une importante communauté sépharade et d'une autre karaïte, après l'expulsion des Juifs d'Espagne en 1492. Elles ont aujourd'hui quasiment disparu, à la suite de la Shoah et de l'émigration qui a suivi vers Israël.

### Les Juifs originaires de la péninsule Ibérique
Les Juifs de la péninsule Ibérique s'y installèrent après la chute du Second Temple de Jérusalem. Après la conquête arabe au VIIIe siècle, ils deviennent une communauté soumise à la double influence de la culture mozarabe (culture latine influencée par le monde arabe) et de la culture arabo-musulmane.
À partir du Xe siècle, les chrétiens réfugiés dans le Nord de la péninsule Ibérique commencent à augmenter sensiblement leurs zones d'influences, jusqu'à l'éviction des musulmans en 1492. Les Juifs passent alors sous influences culturelles espagnole et portugaise. C'est à partir de cette période qu'on peut parler d'une culture juive espagnole séfarade indépendante de la culture mixte des Juifs des époques précédentes. Que ce soit sous les royaumes arabes ou chrétiens, de ce terreau séfarade vont sortir certains des noms parmi les plus prestigieux du judaïsme : Salomon ibn Gabirol (XIe siècle), Juda Halevi (XIIe siècle), Moïse Maïmonide (XIIe siècle) et Nahmanide (XIIIe siècle).
Après la victoire des chrétiens contre le royaume de Grenade, les Juifs sont expulsés dans la vague d'exaltation religieuse qui suit, d'Espagne en 1492 (décret de l'Alhambra) et du Portugal en 1496.
Les Juifs de la péninsule émigrent alors (sauf ceux qui se convertissent, devenant alors des marranes) vers l'Italie, les Balkans, les pays d'Afrique du Nord, l'empire ottoman (principalement la Syrie mais aussi le Yichouv). Les Juifs séfarades se retrouveront dans la Compagnie des Indes, atteignant les Amériques. Par ailleurs, de nombreux marranes se réfugient aux Pays-Bas, l'Angleterre et, pour certains le sud de la France (Bordeaux), rejoignant les populations provençales ; la plupart se reconvertissent.
Cette population dispersée mais dotée d’une riche culture espagnole a longtemps conservé sa spécificité culturelle, parlant le judéo-espagnol, et évitant de se mélanger avec les autres communautés juives qu'ils finiront par assimiler. Son influence religieuse a été forte, puisque les communautés balkaniques et du monde arabe, quelles que soient leurs origines, ont fini par adopter les rituels religieux séfarades. Finalement, les communautés méditerranéennes ont fini par être désignées comme séfarades. Avec leur diaspora, les Séfarades sont devenus en général multiculturels, mélangeant les influences arabes, berbères, espagnoles, portugaises, grecques ou turques puis françaises.
Les communautés balkaniques ont été décimées par la Shoah.
Les survivants ou les communautés judéo-espagnoles vivant dans le monde arabe ont émigré en très grand nombre vers Israël ou la France (pour les juifs maghrébins, où ils ont profondément marqué le paysage juif français, bien que la seconde génération tende à adopter la culture occidentale environnante). Les communautés plus modestes des Amériques ont pratiquement perdu l'usage de leur langue, ainsi que celles des Pays-Bas, largement détruite par la Shoah. La culture judéo-espagnole semble en voie de disparition.

### Les Juifs de culture allemande et est-européenne
Des Juifs sont présents en Europe occidentale depuis l'Empire romain. Vers l'an 1000, des communautés sont identifiées dans la vallée du Rhin, axées autour des villes de Worms, Spire et Magenza (Mayence), où le Rav Guershom ben Juda codifie les bases du judaïsme ashkénaze.
À la suite des persécutions qui débutent avec les Croisades (XIe au XIIIe siècle) puis aux expulsions d'Angleterre (1290), de France (1306 et 1394) et d'Allemagne (XIVe – XVe siècles), la population juive d'Europe occidentale aurait alors migré vers l'Europe centrale et orientale, où les princes polonais étaient plus accueillants (voir Histoire des Juifs en Pologne).
Une autre hypothèse explique, au contraire, le rapide développement des populations juives est-européennes par une migration des Khazars juifs sous la pressions d'envahisseurs venus d'Asie centrale, à partir du Xe siècle. En effet, de nombreux Juifs sont également présents entre la mer Noire et la mer Caspienne, issus de peuples turcs convertis au VIIIe siècle, les Khazars. Cette hypothèse est sujette à controverse (voir Problématique Khazars-Ashkénazes).
Quoi qu'il en soit, de ce terreau ashkénaze vont sortir certains des noms parmi les plus prestigieux du judaïsme : Guershom de Mayence (Xe siècle), Rachi (XIe siècle), les Tossafistes (XIe au XIIIe siècle), le Maharal de Prague (XVIe siècle), etc.). Le Yiddish se serait également formé au XIIe siècle).
La population juive européenne devient, au cours du second millénaire, importante, notamment dans des pays comme la Pologne, l'Ukraine ou la Lituanie (dont la majeure partie du territoire d'alors constitue aujourd'hui la Biélorussie). La Pologne, par exemple, compte 10 % de Juifs en 1880, tandis que la ville ukrainienne d'Odessa, sur la mer Noire, est localement surnommée « la deuxième Jérusalem ». Grâce à leur nombre et à la tradition d'étude (originellement religieuses) du judaïsme ashkénaze, ces populations vont donner des acteurs importants à la révolution intellectuelle, scientifique et industrielle qui se met en place en Europe occidentale puis centrale entre la fin du XVIIIe siècle et le XXe siècle). Religieux ou « déjudaïsés », parfois convertis, on peut citer parmi eux Moses Mendelssohn, Karl Marx, Sigmund Freud, Edmund Husserl, Franz Kafka, Stefan Zweig ou Albert Einstein. Il est à noter l'influence du Bund dans l'émergence des mouvements révolutionnaires en Russie, ainsi que le nombre important de dirigeants bolcheviks d'origine juive (Léon Trotski, Lev Kamenev, Grigori Zinoviev, Iakov Sverdlov, Karl Radek, etc.).
C'est également ce judaïsme éclairé qui, sous l'influence du nationalisme européen a créé le mouvement nationaliste juif, le sionisme, a tenté une laïcisation de la définition de « Juif », mais aussi a produit en réaction l'ultra-orthodoxie juive.
À compter de la fin du XIXe siècle pour des raisons économiques (pauvreté) et politiques (antisémitisme, révolutions), les Juifs ashkénazes commencent une émigration massive vers le continent américain (surtout les États-Unis, mais aussi le Canada ou l'Argentine), l'Europe occidentale (surtout l'Allemagne, la France et l'Angleterre) et enfin vers la Palestine puis Israël.
La Shoah a détruit une forte proportion des communautés ashkénazes est-européennes (92 % en Pologne). Entre émigration et extermination, l'Europe orientale, principal centre mondial du judaïsme au XIXe siècle est aujourd'hui devenu un centre secondaire de peuplement juif, et la culture judéo-allemande a presque disparu, les communautés restant sur place ayant largement adopté les langues locales.
Quelques groupes, comme la Edah Haredit israélienne continuent à pratiquer le yiddish comme langue du quotidien, mais cet usage est devenu marginal ou inexistant dans presque toutes les communautés ashkénazes actuelles (en Europe, en Amérique du Nord et en Israël).

### Les Juifs de culture indienne

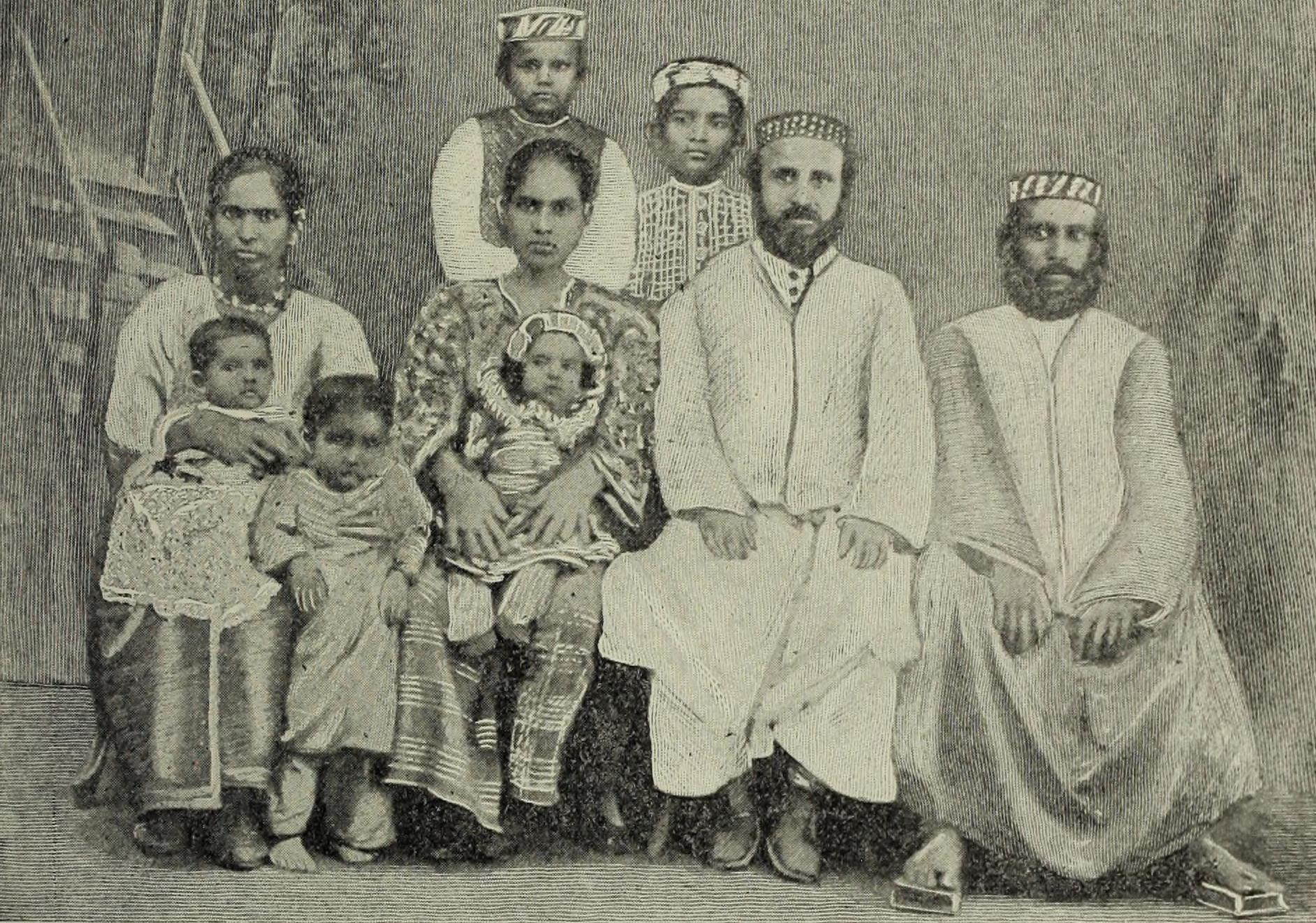
Des juifs de Cochin, vers 1900.

Deux groupes actuels se sont fortement assimilés à la culture indienne traditionnelle, intégrant même le système de castes au sein de leurs propres communautés. Ce sont les Juifs de Cochin (sud-ouest de l'Inde) et les Bene Israël de Bombay (Nord-Ouest de l'Inde). Totalement indianisées sauf en ce qui concerne la religion, ces deux communautés ont largement immigré en Israël dans la seconde moitié du XXe siècle.

### Les Juifs de culture éthiopienne

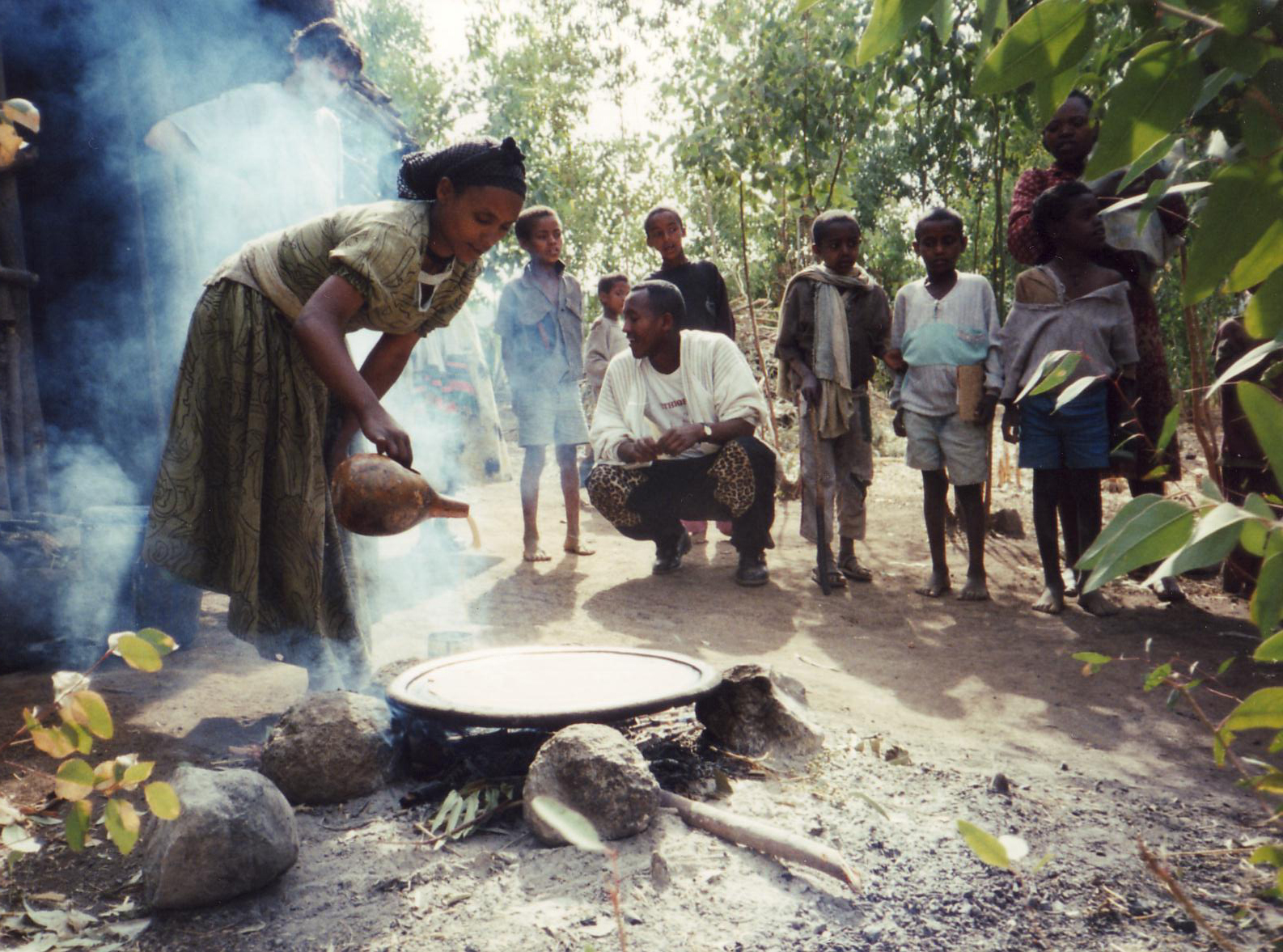
Beta Israel (plus probablement Falash Mura), préparant le plat traditionnel, l'Injera dans le Gondar, en 1996.

Les Juifs éthiopiens ou Beta Israël ont une origine mal définie. Leur langue liturgique est le guèze, une langue sémitique d'Éthiopie, qui sert aussi de langue liturgique à l'église copte éthiopienne. Leur culture est très marquée par les coutumes chrétiennes éthiopiennes. Il existe ainsi « une vaste littérature sacrée en guèze », en partie d’origine chrétienne, mais expurgée. De même, jusqu’au XXe siècle, la communauté Beta Israël possédait une importante tradition monacale, probablement empruntée au monachisme des chrétiens d’Éthiopie. Cette institution a disparu dans la seconde moitié du XXe siècle. La communauté Beta Israël est donc une des communautés juives les plus influencées par la religion chrétienne (le christianisme copte d'Éthiopie est à l'inverse l'un des plus influencés par le judaïsme, par exemple à travers sa pratique de la circoncision, l'ancienne observance du sabbat et certains interdits alimentaires).
Les Beta Israel ont vécu pendant des siècles dans le Nord de l’Éthiopie, en particulier les provinces du Gondar et du Tigré. Après avoir bénéficié de petits États indépendants jusqu’au XVIIe siècle, ils ont été conquis par l'empire d'Éthiopie, et sont devenus une minorité marginalisée, à laquelle il était interdit de posséder des terres, accusée d’avoir le « mauvais œil ».
Ils entrent en contact avec le judaïsme occidental à la fin du XIXe siècle. À compter du début du XXe siècle, une redéfinition en profondeur de l'identité de la communauté se fait jour, et l'amène à se considérer désormais comme juive, et plus seulement comme Beta Israël. Cette évolution réduit progressivement les forts particularismes religieux originels et rapproche la religion des Beta Israël du Judaïsme orthodoxe.
En 1975, le gouvernement israélien reconnaît la judaïté des Beta Israël. Ceux-ci vont alors mener une difficile émigration vers Israël dans les années 1980 et 1990. En 2005, ils sont environ 105 000 en Israël. Cette culture spécifique, comme beaucoup d'autres cultures juives, semble donc en voie d'assimilation.

### Les Juifs de culture turque
Ces juifs ont surtout vécu dans les zones de langue turque, le sud de l'Ukraine (Crimée), lequel fut de peuplement turc de la fin de l'Antiquité à sa conquête par les Russes, au XVIIIe siècle.
Cette région, au carrefour de l'Europe orientale et de l'Asie, comporta autant de Juifs ashkénazes que séfarades, originaires de Grèce ou d'Espagne.
C'est également en Turquie que se réfugia la communauté karaïte expulsée d'Espagne en 1492. Ces karaïtes européens, auxquels se joignirent les Karaïme de Crimée, s'identifièrent particulièrement aux communautés turcophones, et finirent, cas rare au sein des communautés juives, par se redéfinir pour une partie d'entre eux comme Turcs de religion karaïte, et non plus comme Juifs. Ce ne fut pas le cas des Karaïtes d'Égypte, ni d'autres communautés karaïtes d'Europe, et 20 à 25 000 d'entre eux vivent en 2007 en Israël.

### Les Juifs de culture chinoise

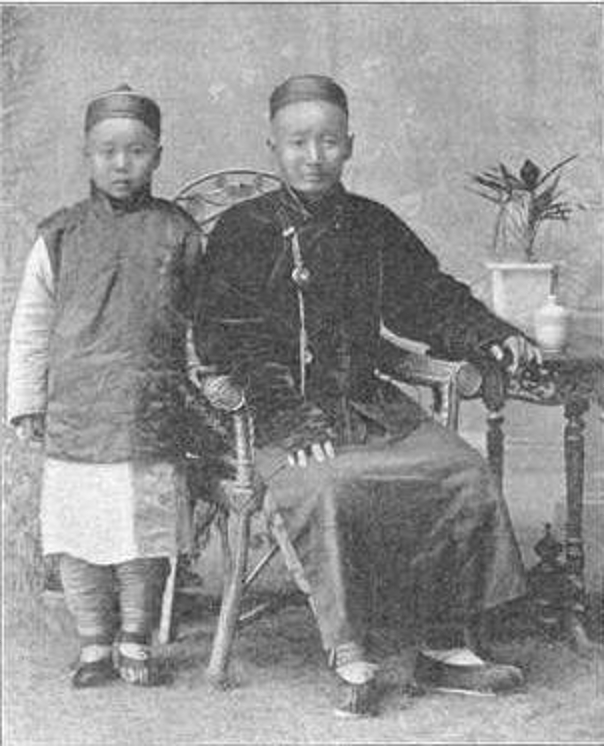
Juifs de Chine, vers le début du XXe siècle.

La théorie généralement admise est que les Juifs de Kaifeng seraient arrivés en Chine au IXe siècle par la route de la soie, en venant de Perse ou d'Inde en passant par l'Afghanistan. Ils se seraient alors installés à Kaifeng, capitale de la dynastie Song (907-1279) qui régnait alors sur l'Empire du milieu.
Ils vécurent dans l'isolement le plus total, cultivant un judaïsme particulier car écarté de l'influence des rabbins d'Occident et fortement empreint de Confucianisme. Ils furent redécouverts par l'Occident au XVIe siècle, quand l'un d’eux entra en contact avec le père jésuite Matteo Ricci, venu évangéliser la Chine.
Après la destruction de la dernière synagogue, vers 1850, la communauté juive chinoise perdit progressivement toute cohésion, et, ayant adopté le principe d'ascendance patrilinéaire des Chinois Han, est considérée comme ayant disparu au début du XXe siècle en tant que communauté juive, à l'exception de quelques familles.
Bien que leur histoire soit mal connue, ce judaïsme très spécifique a été une culture riche et vivante pendant au moins un millénaire.

### Les Juifs orientaux

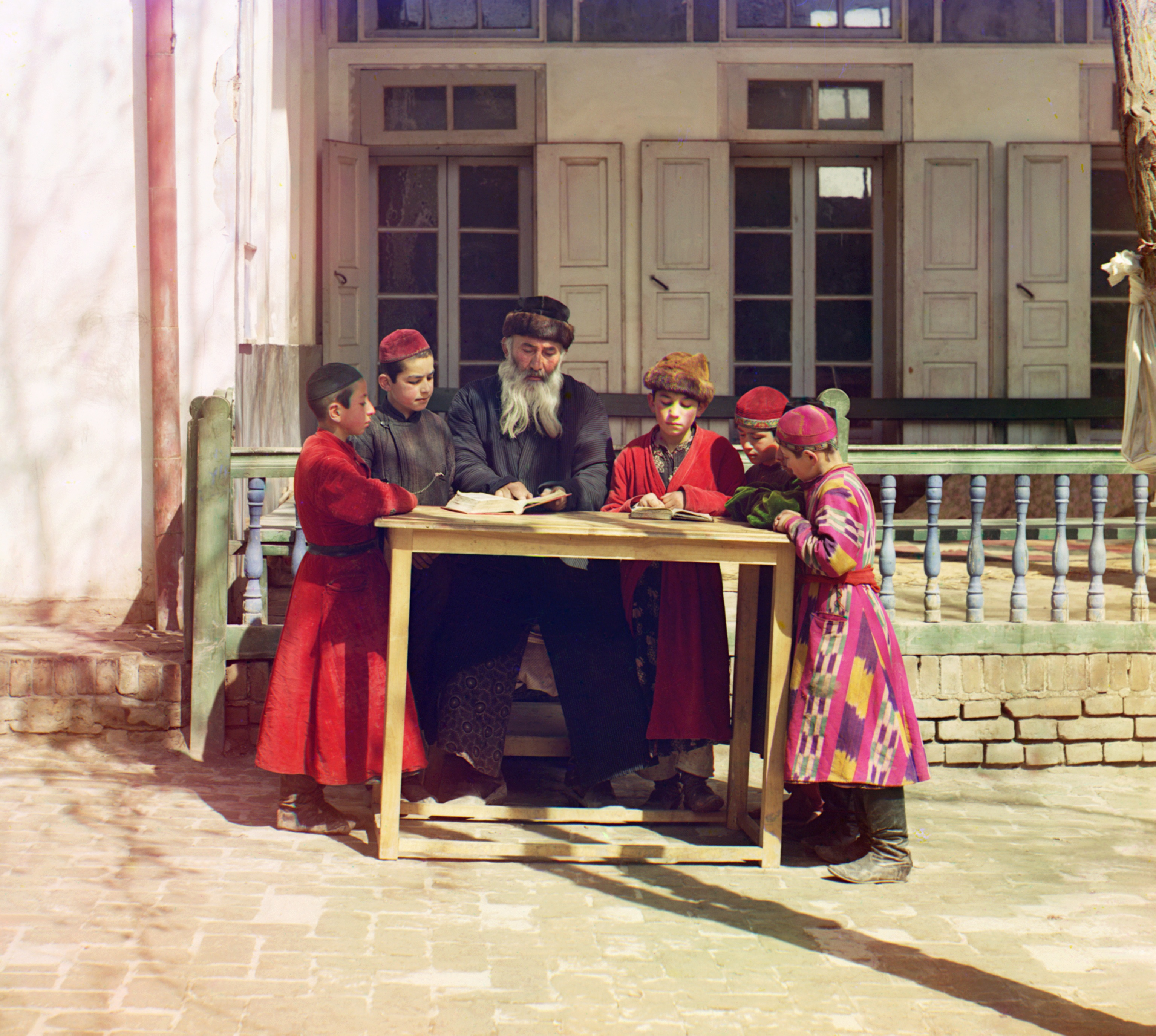
Enfants juifs en habits traditionnels, avec leur professeur, à Samarcande entre 1909 et 1915.

#### Les communautés juives issues de Babylone
Les communautés juives de Perse et d'Irak font partie des plus anciennes communautés juives, descendant des Juifs exilés à Babylone lors de la destruction du Premier Temple, ainsi que des communautés des temps talmudiques. Leur origine est commune, même si leurs langues ont fini par diverger.

##### Les Juifs de Perse et apparentés
À partir de l'empereur Cyrus le Grand, au VIe siècle av. J.-C., les Juifs pénètrent dans l'empire perse. Des communautés de langues perses vont exister pendant 25 siècles, jusqu'au XXe siècle, non seulement au sein des frontières de l'actuel Iran, mais aussi à sa périphérie. Ces groupes ont développé des cultures particulières, parfois marquées par le zoroastrisme, et des dialectes judéo-persans.
Beaucoup sont commerçants, traversant la route de la soie, et sont à l'origine d'« implantations » le long de celles-ci, notamment les Juifs de Boukhara (une région d'Asie centrale) parlant aujourd'hui l'ouzbek, mais longtemps de culture persane, les Juifs des montagnes du Caucase, mais aussi les Juifs de Chine et certains Juifs d'Inde. Les Radhanites pourraient également être originaires de Perse.
Ces communautés ont fortement régressé dans la seconde moitié du XXe siècle par émigration vers Israël et les États-Unis. Il subsiste cependant encore quelques milliers de personnes vivant dans les régions d'origine.

##### Les Juifs d'Irak et du Kurdistan
Les Juifs Baghdadim forment une autre communauté juive ayant vécu sur le sol irakien, jusqu'au XXe siècle. Nombre de figures du judaïsme traditionnel en sont issues, comme le Rav Ovadia Yosef ou le Rav Itzhak Kadouri. La communauté Baghdadi des Indes est d'ailleurs issue au XIXe siècle de la famille Sassoon, ayant fait naufrage au large des côtes indiennes.
On peut aussi citer les Juifs du Kurdistan, habitant le territoire du Kurdistan actuellement occupé par l'Irak. Ces Juifs du Kurdistan possédaient également un vaste éventail de dialectes judéo-araméens.

#### Les Juifs de culture arabe
Les Juifs du Moyen-Orient ont été sous une nette influence culturelle araméenne entre l'exil à Babylone de 586 av. J.-C. (l'araméen étant la langue de la Babylonie et d'une large partie du Moyen-Orient antique) et l'expansion arabo-musulmane du VIIe siècle. La culture juive du monde arabe est une des plus importantes du monde juif. Elle est assez diversifiée, les Juifs du Yémen, les Juifs du Syrie, les Juifs de Libye, les Juifs d'Égypte, les Juifs d'Irak, ayant chacun leurs spécificités culturelles. Ces Juifs d'« Eretz Islam » furent fortement influencés par le judaïsme sépharade, à commencer par Moïse Maïmonide, né dans l'Espagne musulmane et mort en Égypte.
On peut noter que les Juifs des pays arabes ont majoritairement adopté les pratiques religieuses séfarades à partir du XVIe siècle, à tel point qu'on parle ainsi souvent de « séfarades » pour les désigner, alors que ce terme signifiait originellement et de façon plus étroite les descendants des Juifs d'Espagne, dont bon nombre se sont installés dans le monde arabe. En Israël, le grand rabbin séfarade représente surtout les Juifs issus des anciens pays arabes, bien plus que ceux se réclamant d'une origine ibérique de plus en plus diluée avec le temps.
La culture juive arabe est en cours d'assimilation, les communautés ayant massivement émigré vers la France (pour les communautés maghrébines) ou Israël dans la seconde moitié du XXe siècle).
La communauté très particulariste des Samaritains est également de culture arabe, mais absolument pas Mizrahi. De plus, son émigration partielle vers Israël a entraîné une régression de cette tradition.

### Les Juifs de culture occidentale
Les premiers Juifs émigrés sur le territoire américain arrivent en 1654 dans la colonie anglaise du New York.
Avec l'égalité civique, dont les débuts commencent au XVIIIe siècle aux États-Unis et en France (1791), les Juifs deviennent des citoyens des pays de résidence, et tendent à s'assimiler à leurs cultures. Les langues et les cultures particularistes, jusqu'alors influencées mais pas assimilées par les cultures des pays de résidences, régressent et disparaissent.
Le fait juif cesse de plus en plus d'être marqué par des cultures spécifiques pour devenir soit une religion, soit une affirmation identitaire, ou les deux.
Les cultures dominantes deviennent celles des principaux pays de résidence, soit essentiellement la culture anglo-saxonne (États-Unis, Canada, Australie, Afrique du Sud, Angleterre) et la culture française. Les cultures est-européennes sont aujourd'hui en forte régression du fait de l'émigration. Avec les écoles de l'Alliance israélite universelle, le français aura même été entre 1870 et 1950 la langue des élites juives du bassin méditerranéen.

## Démographie

Carte de la diaspora juive.
Israel
+ 1 000 000
+ 100 000
+ 10 000
+ 1 000

Selon les études menées sous la responsabilité du démographe Sergio DellaPergola, publiées dans l'« Histoire Universelle des Juifs » sous la direction d'Élie Barnavi, la population juive est passée par un maximum de 4,5 millions de personnes au début de l'ère commune pour redescendre aux environs d'un million d'âmes à la chute de l'Empire romain d'Occident. La population juive reste stable jusqu'au XVIIIe siècle pour croître jusqu'à 16,6 millions de personnes à la veille de la Seconde Guerre mondiale (dont 450 000 en Palestine). En 1945, après la Shoah, la population juive est estimée à 11 millions de personnes et en 2008, elle serait d'environ 13 millions de personnes dont 5,4 millions en Israël.
Selon les données les plus récentes disponibles, rassemblées en 2019 par Sergio DellaPergola, les communautés de la diaspora se répartissent ainsi :
| 1  | États-Unis     | 5 700 000 |
| 2  | France         | 450 000   |
| 3  | Canada         | 392 000   |
| 4  | Royaume-Uni    | 292 000   |
| 5  | Russie         | 165 000   |
| 6  | Argentine      | 180 000   |
| 7  | Allemagne      | 118 000   |
| 8  | Australie      | 118 000   |
| 9  | Brésil         | 92 600    |
| 11 | Afrique du Sud | 67 500    |
| 10 | Ukraine        | 48 000    |
| 12 | Hongrie        | 47 300    |
| 13 | Mexique        | 40 000    |
| 14 | Pays-Bas       | 29 800    |
| 15 | Belgique       | 29 100    |
| 16 | Italie         | 27 400    |
| 17 | Chili          | 18 300    |
| 18 | Suisse         | 18 500    |
| 19 | Turquie        | 14 800    |
| 20 | Uruguay        | 16 600    |
| 21 | Suède          | 15 000    |
| 22 | Espagne        | 11 700    |
| 23 | Panama         | 10 000    |
| 24 | Roumanie       | 9 000     |
| 25 | Iran           | 8 300     |
| 26 | Azerbaïdjan    | 7 500     |
| 27 | Inde           | 4 800     |
| 28 | Pologne        | 4 500     |
| 29 | Colombie       | 2 100     |
| 30 | Maroc          | 2 100     |
| 31 | Tunisie        | 1 000     |
| 32 | Portugal       | 600       |
|    | Total diaspora | 7 941 500 |

Compte tenu de la population juive d'Israël. de 6 665 600 personnes selon la même source, la population juive dans le monde se monte alors à 14 607 100 personnes, dont 45,6 % vivent en Israël, 39 % aux États-Unis et 15,3 % dans d'autres pays.
Malgré une croissance de la population juive mondiale d'environ 11 millions à plus de 14 millions dans le même temps, l'importance de la diaspora baisse constamment depuis 1945 en valeur absolue, et plus encore en pourcentage : elle est passée de plus de 10 millions à moins de 8 millions de personnes, alors que la population juive de Palestine (jusqu'en 1948) puis d'Israël (depuis 1948) augmentait de son côté d'environ 500 000 personnes à plus de 6 millions.

## Point de vue des historiens
À la fin de sa vie, en 1928, le penseur sioniste Israël Belkind publie Les Arabes en Eretz Israël, livre dans lequel il avance que l'idée d'une dispersion des Juifs après la destruction du Temple par Titus est une « erreur historique » :

« Les historiens de notre temps ont l'habitude de raconter qu'après la destruction du Temple par Titus les Juifs se dispersèrent dans tous les pays de l'univers et cessèrent de vivre dans leur pays. Mais là, nous nous heurtons à une erreur historique qu'il est nécessaire d'écarter pour rétablir la situation exacte des faits. »

Selon lui, « les travailleurs de la terre restèrent attachés à leur terroir » et donc les colons sionistes qui s'installent en Terre d'Israël doivent s'attendre à rencontrer en Palestine « une bonne partie des fils de notre peuple […] une partie intégrale de nous-même et la chair de notre chair » : les descendants des Juifs, convertis à l'islam après la conquête arabe.
Une vision de la diaspora qui serait principalement le résultat d'expulsions est aussi revisitée par plusieurs historiens contemporains tels Shlomo Sand et Marc Ferro qui ont respectivement écrit Comment le peuple juif fut inventé et Les tabous de l'histoire.
Marc Ferro indique ainsi que, selon lui, les juifs portugais « ont complètement oublié que, loin d'être des enfants de la diaspora - sauf une infime minorité - ils sont des Berbères judaïsés aux premiers siècles de notre ère. » Il ajoute que ces Juifs portugais « croient ferme, comme les Juifs d'Europe centrale, qu'ils sont tous originaires de Palestine : ceux-ci ont oublié qu'une grande partie d'entre eux sont des convertis de l'époque du royaume Khazar ».
Les historiens contemporains que sont Michel Winock, Maurice Sartre et Israel Bartal confirment maintenant que l'exil massif du Ier siècle est largement mythique.
Selon Tsvi Misinaï un petit groupe de Palestiniens (au sud de Hébron) sont peut-être les descendants des Juifs hellénisés ou romanisés qui sont restés sur leur terre. Convertis à l'islam, ils savent qu'ils ont une ascendance juive et ont gardé de nombreuses coutumes juives. Le dialecte palestinien comporte de nombreux termes inconnus dans l’arabe, il s'agit d'un influence du vocabulaire hébraïque et araméen. Ensuite, la circoncision, alors que l’islam impose la circoncision à l’âge de 13 ans, ces Palestiniens accomplissent ce rite une semaine après la naissance comme le veut la tradition juive. Lors d'un décès, la pratique est celle de la loi juive, tout comme la pratique du lévirat dans certains cas et celle de sortir des chandeliers durant l'hiver (fête juive de Hanoucca). Il est aussi étonnant que l'utilisation des téfilines se soit conservée.
Certains patronymes palestiniens sont d'origine hébraïque, sans lien avec le vocabulaire arabe. De même, les noms des villages qu'ils habitent portent des noms proches ou identiques des noms des villages à l'époque romaine. alors qu'à l'est du Jourdain les noms des villages ont été changés pour des noms arabes. Enfin, une parenté génétique entre Juifs et Palestiniens a été mise en lumière par le professeur Antonio Arnez-Vilna, chercheur espagnol de l’université de Complutense à Madrid.

## Études génétiques modernes
Plusieurs études réalisées sur un très grand nombre de gènes (autosomales), généralement considérées comme étant plus complètes pour juger de l'ascendance génétique, ont démontré que les différentes populations juives sont formées de groupes relativement proches ayant toutes des ancêtres en commun. Pour toutes les populations juives non moyen-orientales, à l'exception des Juifs d’Éthiopie et de l'Inde, ce composant génétique partagé dans l'ascendance des différentes communautés juive d'Europe, d'Afrique du nord et du Moyen-Orient[Passage contradictoire] correspond à un noyau s'étant formé dans la région du Levant, près de Chypre, d’Israël et du Liban[réf. nécessaire].

#### Ouvrages généraux
- Sous la direction de Geoffrey Wygoder (trad. de l'anglais), Dictionnaire encyclopédique du judaïsme, Paris, Cerf, 1993, 1771 p. (ISBN 2-204-04541-1)
- Sous la direction d'Élie Barnavi, Histoire universelle des Juifs, Hachette, 1992 (ISBN 2-01-016334-6)
- (en) J. Andrew Overman, A. Thomas Kraabel, and Robert S. MacLennan, Diaspora Jews and Judaism: Essays in Honor of, and in Dialogue with, A. Thomas Kraabel, éd. Scholars Press, 1992

#### Diaspora dans le monde gréco-romain
- (en) Eric Gruen, Diaspora. Jews amidst Greeks and Romans, éd. Harvard University Press, Cambridge, 2002, recension en ligne in Bulletin du judaïsme ancien
- (en) Tessa Rajak, The Jewish dialogue with Greece and Rome: studies in cultural and social interaction, éd. Brill, 2001, recension en ligne in Bulletin du judaïsme ancien
- (en) Mark Avrum Ehrlich, Encyclopedia of the Jewish Diaspora: Origins, Experiences, and Culture, (plusieurs volumes), éd. ABC-CLIO, 2009, pp. 1320,  (ISBN 9781851098736), Aperçu en ligne

### Documentaire
- L'Exil des Juifs, entre mythe et histoire, réalisé par Ilan Ziv, Alegria Productions, 2011 (lire en ligne)